# Pia-Sophie Wolter
Pia-Sophie Wolter (* 13. November 1997 in Bremen) ist eine deutsche Fußballspielerin. Die Mittelfeldspielerin spielt beim Bundesligisten Eintracht Frankfurt und debütierte 2020 in der A-Nationalmannschaft. Ihr Vater ist der ehemalige Fußballspieler und -trainer Thomas Wolter.

## Karriere

### Vereine
Wolter begann 2006 beim Habenhauser FV mit dem Fußballspielen, nachdem sie zuvor Handball gespielt hatte. 2011 wechselte sie in die Jugendabteilung von Werder Bremen, mit dessen C-Juniorinnen sie 2012 norddeutscher Meister wurde und für die B-Juniorinnen ab der Saison 2012/13 in der neu gegründeten Bundesliga Nord/Nordost zum Einsatz kam. Am 23. März 2014 (15. Spieltag) gab sie bei der 0:1-Heimniederlage gegen den 1. FC Lübars ihr Debüt für die Frauenmannschaft in der 2. Bundesliga Nord und erzielte am 25. Mai 2014 (21. Spieltag) beim 3:1-Auswärtssieg gegen den FF USV Jena II mit dem Treffer zum Endstand ihr erstes Tor. 2014/15 war sie fester Bestandteil der Mannschaft und kam in 21 von 22 Ligapartien zum Einsatz. Als Vizemeister gelang ihr mit der Mannschaft am Ende der Spielzeit der Aufstieg in die Bundesliga, da Meister 1. FC Lübars auf einen Aufstieg verzichtete. Nach der Saison wurde sie von den Fans zudem zur Spielerin der Saison gewählt. Am 30. August 2015 (1. Spieltag) debütierte sie beim 6:2-Sieg im Heimspiel gegen Mitaufsteiger 1. FC Köln in der Bundesliga von Beginn an.
Zur Saison 2018/19 ging Wolter zum VfL Wolfsburg.
Im Sommer 2023 wechselte sie zum Ligakonkurrenten Eintracht Frankfurt. Nachdem der Wechsel zunächst als Leihe ausgestaltet war, wurde Wolter im März 2024 fest verpflichtet und unterschrieb einen bis Sommer 2027 laufenden Vertrag.

### Nationalmannschaft
Wolter gab im März 2015 im spanischen La Manga ihr Debüt im Nationaltrikot, als sie im Rahmen eines „Drei-Nationen-Turniers“ dreimal für die U19-Nationalmannschaft zum Einsatz kam. Vier Monate später gehörte sie zum 18-köpfigen deutschen Aufgebot für die U19-Europameisterschaft und kam dort in allen vier Partien zum Einsatz, davon dreimal als Einwechselspielerin in der Schlussphase. Im Halbfinale gegen die schwedische Auswahl stand sie in der Startelf, musste sich mit der Mannschaft dem späteren Europameister allerdings im Elfmeterschießen geschlagen geben.
Für eine Partie gegen England, die am 27. Oktober 2020 stattfinden sollte, wurde sie erstmals in den Kader der Nationalmannschaft nominiert. Das Spiel wurde aber am 25. Oktober vom englischen Verband wegen eines positiven Corona-Tests bei einem Mitglied des Betreuerstabs abgesagt. Ihr Debüt in der A-Nationalmannschaft gab sie am 1. Dezember 2020 in Dublin im letzten EM-Qualifikationsspiel in der Gruppe I beim 3:1-Sieg über die Nationalmannschaft Irlands.

## Erfolge
- Deutscher Meister 2019, 2020, 2022 (mit VfL Wolfsburg)
- DFB-Pokal -Sieger 2019, 2020, 2021, 2022, 2023 (mit VfL Wolfsburg)
- 1. und 2. Aufstieg in die Bundesliga 2015 und 2017 (jeweils mit Werder Bremen)

## Auszeichnungen
- Werder-Spielerin der Saison 2014/15